# Del mar
Del mar e песен на пуерториканския певец Осуна, американската арендби изпълнителка Дожа Кет и австралийската певица Сия. Песента е четвъртият сингъл от албума на Осуна „Enoc“.
Излиза на 9 октомври 2020 г. Това е първата испанскоезична песен за Дожа Кет и Сия.

## Клип
Клипът към песента е качен в световната платформа Ютюб на 15 октомври 2020 г. Режисьор е Нуно Гомес. Музикалните критици казват, че е вдъхновен от Атлантида и Малката русалка.

## Изпълнения на живо
Осуна промотира песента заедно с Дожа Кет в Шоуто на Джими Кимъл.

## Позиции
| Класация              | Най-висока позиция |
| --------------------- | ------------------ |
| Испания (Промузикае)  | 16                 |
| Глобал 200 (Билборд)  | 101                |
| САЩ (Билборд Хот 100) | 120                |
| Франция (СНЕП)        | 30                 |
| Швейцария (Хитпарад)  | 51                 |